# Tetramorium browni
Tetramorium browni är en myrart som beskrevs av Bolton 1980. Tetramorium browni ingår i släktet Tetramorium och familjen myror. Inga underarter finns listade i Catalogue of Life.